# Free Willy 3 – Die Rettung
Free Willy 3 – Die Rettung ist ein US-amerikanischer Tierfilm aus dem Jahr 1997. Der Film ist nach Free Willy – Ruf der Freiheit (1993) und Free Willy 2 – Freiheit in Gefahr (1995) der dritte und letzte  Teil der Free-Willy-Reihe.

## Handlung
Der mittlerweile 17-jährige Jesse arbeitet zusammen mit seinem Freund Randolph auf einem Forschungsschiff für Orcawale. Nebenbei wird die Geschichte des Walfänger-Schiffs Botany Bay erzählt. Der 10-jährige Kapitänssohn Max wird dabei von seinem Vater zum ersten Mal mit auf See genommen, wo er die Techniken des Walfanges erlernen soll. Dieser Beruf hat offenbar schon eine lange Tradition in Max’ Familie. Als er mit der Harpune zum ersten Mal einen Orca erlegen soll, kommt es zu einem Unfall, bei dem er über Bord geht und vom Orca Willy gerettet wird. Von nun an ändert sich seine Einstellung gegenüber den Walen. Dies wird bestärkt, als Jesse die Botany Bay ausspioniert, um Beweise für einen Walfänger zu suchen und dabei von Max erwischt wird, was dazu führt, dass die beiden Freunde werden und Jesse ihm die wahre Natur der Wale zeigt.
Am Ende verfolgen sie mit ihrem Forschungsschiff den Walfänger und rammen ihn, bevor Willy mit der Harpune erlegt werden kann. Max’ Vater geht dabei über Bord und verfängt sich in einem Fischernetz, das langsam zu sinken beginnt. Es scheint, als würde er ertrinken, während er verzweifelt versucht, mit Hilfe eines Messers aus dem Netz zu entkommen. Im letzten Moment wird er von Willy gerettet, indem der Orca das Netz mit Max’ Vater wieder über die Wasseroberfläche bringt. Randolph und Jesse ziehen ihn aus dem Wasser, woraufhin er zugibt, sich zum Thema „Wale“ geirrt zu haben. Die Crew des Walfängers wird von der bereits eingetroffenen Küstenwache unter Arrest gestellt. Am Ende des Films stellt sich heraus, dass Willy Vater wird.

## Kritik
„Ein liebloser Familienfilm auf dem Niveau amerikanischer Fernsehunterhaltung, der nicht einmal in der fotografischen Qualität an die Vorgängerfilme anschließt und den „freien Willy“ endgültig domestiziert.“

## Auszeichnungen
- Im Jahr 1998 bekam der Wal Willy (Keiko) bei den Nick Kids’ Choice Awards eine Blimp Award-Nominierung in der Kategorie Favorite Animal Star.
- Ebenfalls 1998 gab es für Vincent Berry eine Young Artist Award-Nominierung.

## Sonstiges
Die Crew des Walfängers wurde nach den Nachnamen der Spieler des NHL-Eishockeyteams Hartford Whalers von 1996 benannt.
Gedreht wurde der Film in White Rock in der kanadischen Provinz British Columbia.
Nach diesem Film der Free-Willy-Reihe wurde der Orca Willy, der im wirklichen Leben Keiko hieß, von Tierschützern durch Spendengelder gekauft und wurde wieder ausgewildert. Nach wenigen Monaten in Freiheit starb er im Jahr 2003.